# Lamina
Lamina (forma indeterminada lamin, plural laminak), Lamia o Lamiña (pronunciat /lamiɲa/), entre d'altres, són els noms més usuals d'uns éssers fantàstics de la mitologia basca que són esperits de la natura o genis d'aparença humana. Tot i que no tenen forma ni gènere determinats, es presenten majoritàriament en forma de dona, per la qual cosa se les ha equiparat sovint a les fades o dones d'aigua.

## Característiques
Aquests éssers es troben típicament en grups especialment al bosc i als rius. No tenen una forma, gènere o nom concret (aquests varien segons la zona). Sovint se'ls descriu com a follets, homes diminuts; d'altres vegades com a dones de proporcions normals però incorporant-hi part d'un animal, com garres d'ocell, peus d'ànec o cua de peix (com les sirenes).
En la versió femenina, de vegades s'emparellen amb humans i tenen fills, però en cap cas poden casar-se, ja que no poder trepitjar terra consagrada. Se'ls relaciona també amb els minairons, ja que són industriosos, sent els responsables de la construcció de molts ponts al Pirineu basc. En general són éssers benvolents encara que es poden enrabiar si se'ls roba la seua pinta, amb la qual es pentinen els seus llargs cabells.
El seu hàbitat és el bosc i la muntanya. És allà on se'ls pot avistar, sobretot a la nit. D'altres llegendes parlen del tema recurrent de l'or dels laminak o els segrestos de laminak per humans, o viceversa.

## Origen
Sembla probable que aquesta figura o almenys el seu nom provingui de la mitologia grega, que parla de Làmia, un monstre femení. Les seues característiques els apropen molt a altres personatges mitològics, com els gnoms, les fades, etc.

## Vegeu també

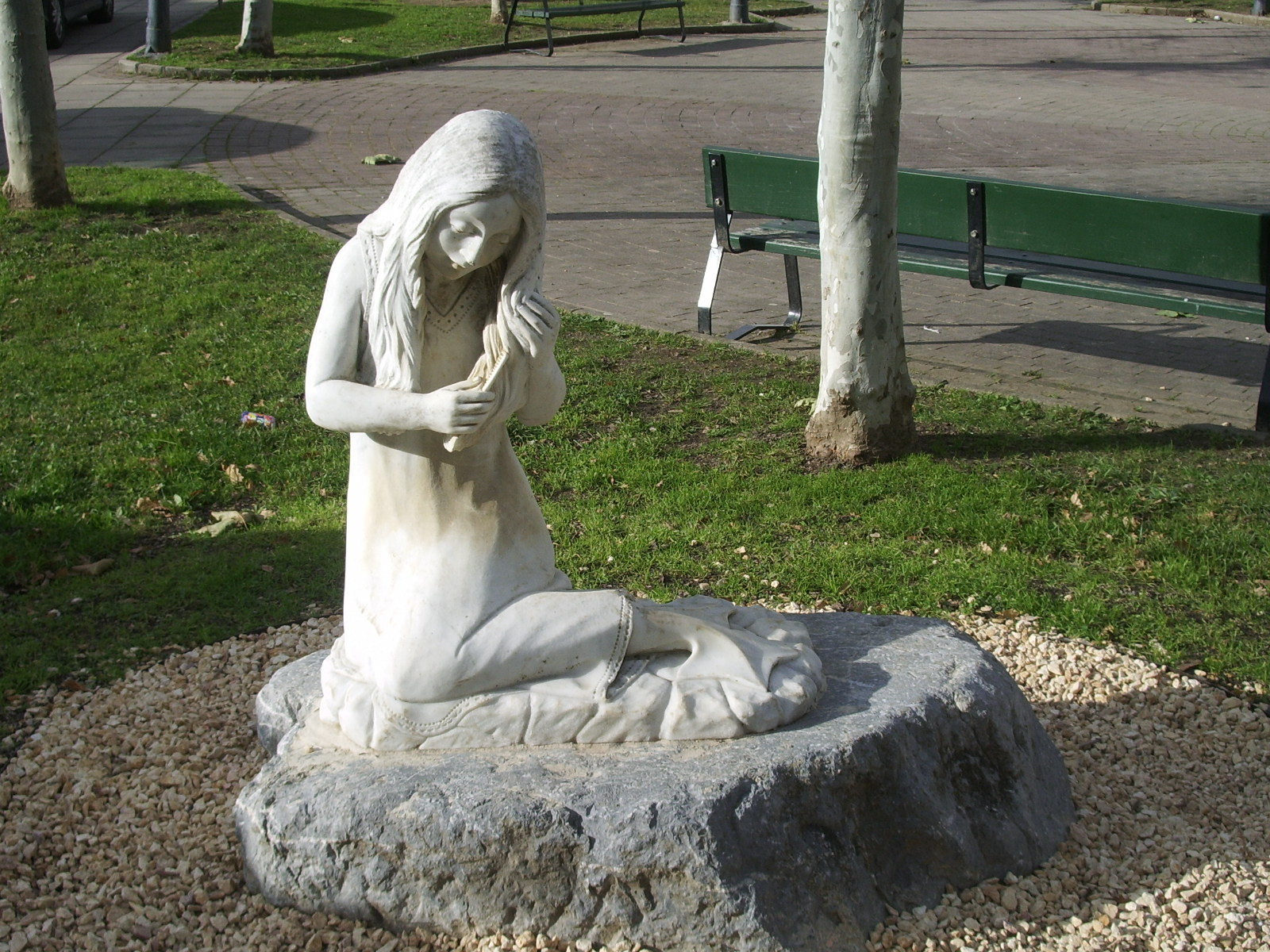
Escultura de Lamia femenina, a Arrasate